# Mont Aylmer
Mont Aylmer är ett berg i Kanada.   Det ligger i provinsen Québec, i den sydöstra delen av landet, 300 km öster om huvudstaden Ottawa. Toppen på Mont Aylmer är 532 meter över havet, eller 245 meter över den omgivande terrängen. Bredden vid basen är 5,0 km. Mont Aylmer ligger vid sjön Lac Elgin.
Terrängen runt Mont Aylmer är platt åt nordost, men åt sydväst är den kuperad. Runt Mont Aylmer är det mycket glesbefolkat, med 2 invånare per kvadratkilometer..
I omgivningarna runt Mont Aylmer växer i huvudsak blandskog.